# 2021年スエズ運河封鎖事故
2021年スエズ運河封鎖事故（2021ねんスエズうんがふうさじこ）は、2021年3月23日の現地時間午前7時40分（EET; UTC+2）にスエズ運河において、日本の正栄汽船が保有し台湾の長栄海運が運用するコンテナ船「エヴァーギヴン」が座礁した上、他の船舶の通航を遮っていた事故である。これに伴い、スエズ運河での船舶運航が停止していたが、同年3月29日に運航が再開された。

## 事故

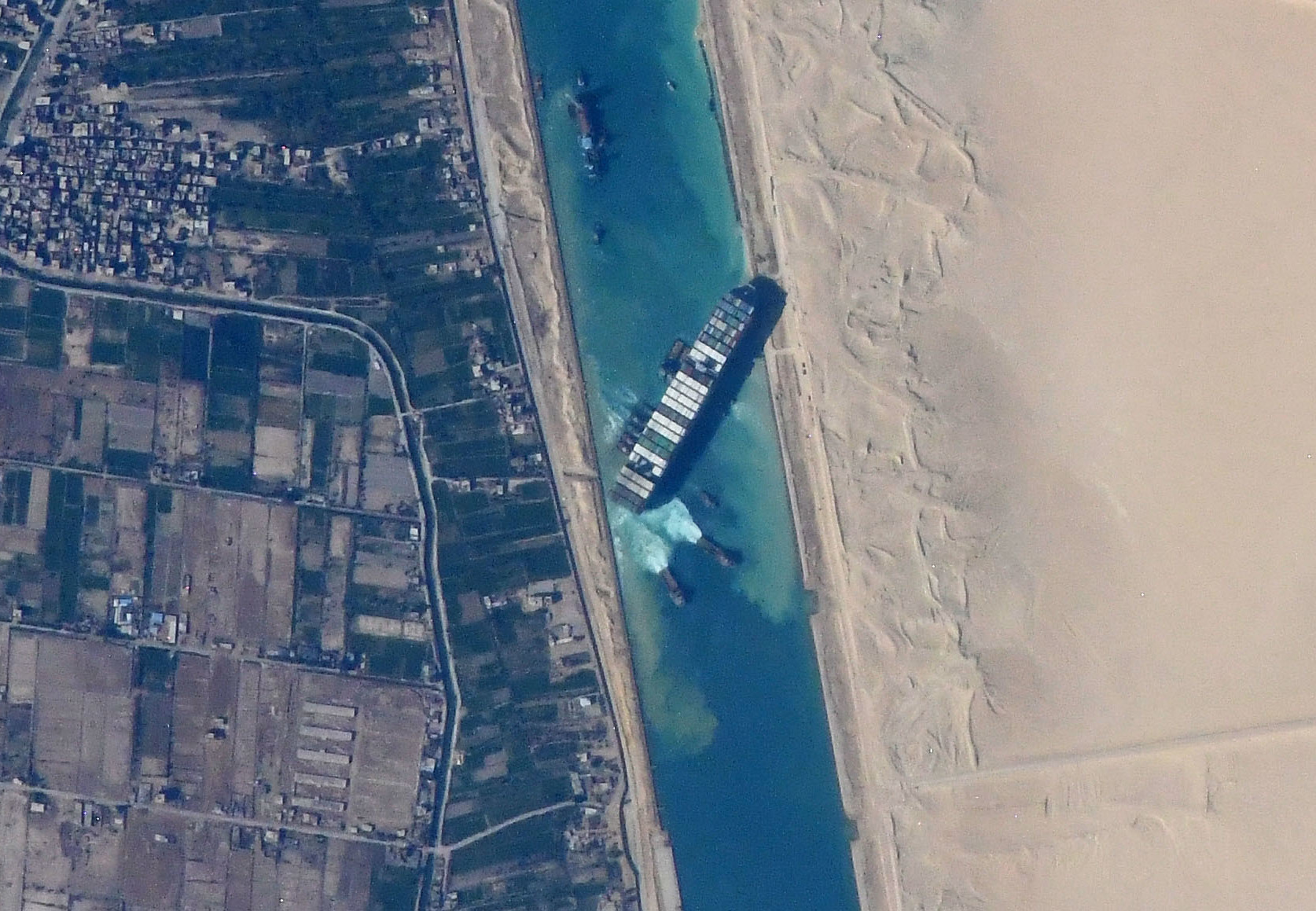
ISSから撮影されたエヴァーギヴン号をサルベージする様子

現地時刻の2021年3月23日 7:40（UTC+2）、エヴァーギヴン号は砂嵐および、最大で秒速20メートル（m/s）の強風に煽られて、進行方向から外れた。船は運河の岸壁に座礁して動けなくなって運河を塞いでおり、他の船の航行を完全に妨げていた。
座礁の翌日までには他に少なくとも15隻の船舶が停泊しており、事態の解決を待って少なくとも237隻が順番を待っていた。
事故の解決までは最低でも1週間はかかるという関係者からの情報も報告された。
3月29日、船頭が約20 m、船尾が約50 m移動したことが正栄汽船によって発表された。またスエズ運河庁長官は、エヴァーギヴン号が岸から102 m離れたと発表した。その後スエズ運河庁はエヴァーギヴン号が離礁したことを公表した。これにより現地時間18時（日本時間30日1時）にスエズ運河の通航が再開され、エヴァーギヴン号は運河上に存在するグレートビター湖において点検を受けた。通航再開の時点において、この事故の影響で停止していた船舶は累計422隻であるとし、この解決には3日ほどかかると表明した。その後4月3日に全船舶が通過を完了し、通常の状態に復帰したとスエズ運河庁は発表した。
6月23日、船を所有する正栄汽船側とスエズ運河庁側との賠償金をめぐる交渉が合意に達した、と正栄汽船に保険を提供していたイギリス保険事業者が発表した。合意した金額は明らかにしていない。
7月7日、エジプトのイスマイリアで双方の代理人が合意文書に署名し、エヴァーギヴン号は航行を再開した。運河庁は作業費用のほか運河閉鎖にともなう通過料収入の損失、風評被害などへの賠償として当初9億1600万ドルを請求し、のちに5億5000万ドルに減額し、正栄汽船は1億5000万ドルが妥当と主張して対立した。運河庁が地元裁判所に提訴し、エヴァーギヴン号を差し押さえていた。

## 影響

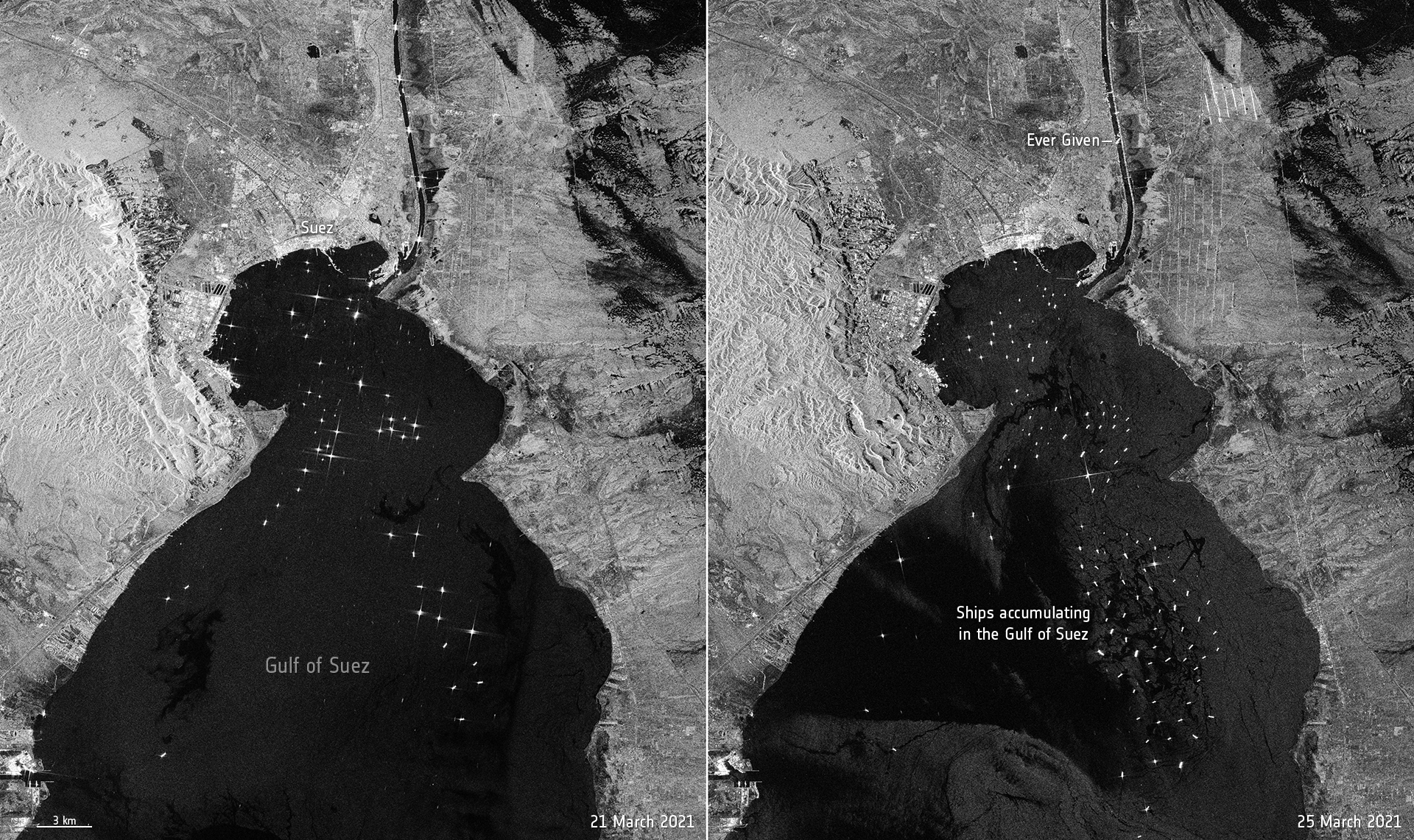
スエズ運河の南に所在するスエズ湾で見られた船舶の渋滞。Sentinel-1によって撮影。

NBCによると、当事故によって世界中の日用品の出荷が遅延すると、海事及び物流の専門家が指摘した。また海事の専門家であるSal Mercoglianoは、AP通信に対して以下のように語った。
海事日報は4億ドルの価値が一時間経つごとに失われており、エヴァーギヴンを取り除くことが1日遅れるたびに90億ドル相当の商品に対して混乱が発生するとした。

## その他
- CNNがウェブサイト上に「What it's really like steering the world's biggest ships」と題した記事を掲載[37]。本記事のサイトでは、船を操作してスエズ運河を衝突（collision）することなく航行することが求められるゲームが掲載されている[37]。
- この事故とは別に、同年4月6日に2隻のタンカーがスエズ運河において座礁したが、それぞれ数時間で離礁した[38]。